# Anthocoridae
Gli Antocoridi (Anthocoridae Fieber, 1837) sono una famiglia di piccoli insetti Cimicomorfi appartenenti all'ordine degli Emitteri, sottordine Eterotteri. Sono importanti come organismi ausiliari in quanto predatori di Artropodi dannosi alle piante.

## Descrizione
Gli Antocoridi sono insetti di piccole dimensioni, con il corpo appiattito in senso dorso-ventrale, di forma ellittica, lungo 2-5 mm. La livrea mostra colori piuttosto uniformi e poco appariscenti, in genere scuri, con tonalità fra il rosso e il nero, oppure chiari, con tonalità sul giallo.
Il capo è libero, provvisto di due ocelli, con antenne mediamente lunghe e rostro trimero.
Il pronoto è ristretto anteriormente. Le ali sono presenti in quasi tutte le specie, ma esistono anche specie meiottere. Le emielitre hanno l'area membranosa priva di cellule, con una vena prossimale che si ramifica subito in 3-4 rami longitudinali, secondo altre fonti le venature sono invece del tutto assenti. La parte sclerificata è suddivisa nelle due aree tipiche degli Eterotteri (clavo e corio), con il corio che termina distalmente in un'area triangolare, detta cuneo. Le zampe sono di tipo ambulatorio, con tarsi composti da 3 articoli, provvisti di due unghie e prive di pulvilli.
L'addome dei maschi in alcuni Antocoridi è ritorto lateralmente per facilitare l'accoppiamento (Oriini) oppure mostra l'assenza del paramero destro nell'apparato genitale (Lasiochilinae, Oriini). In tutte le specie, con l'eccezione dei Lasiochilinae, si verifica l'inseminazione paragenitale, comportamento ricorrente nella maggior parte dei Cimicoidei. A differenza degli altri Cimicoidei, tuttavia, l'inseminazione non è prettamente di tipo emocelica, con perforazione del tegumento addominale della femmina, bensì attraverso un meccanismo anatomo-fisiologico differente: il maschio, grazie alla conformazione dell'addome, ricurvo verso sinistra, e all'assenza del paramero destro, introduce il pene in una invaginazione della membrana intersegmentale, compresa fra gli uriti VII e VIII (tubo copulatore); questa apertura è del tutto indipendente dall'apparato riproduttore femminile e gli spermatozoi risalgono, attraverso un particolare tessuto conduttore, alle pareti dell'ovario.
Gli Antocoridi sono provvisti della ghiandola odorifera metatoracica, che emette un liquido repellente ad azione difensiva.

## Ciclo
Gli Antocoridi svernano allo stadio di adulto, nascosti fra le screpolature della corteccia, e riprendono l'attività in primavera, raggiungendo la maggiore densità di popolazione fra i mesi di maggio e settembre. Nelle condizioni climatiche tipiche dell'Europa, nel corso della stagione possono susseguirsi da 2 a 3 generazioni, ma nelle zone più calde del bacino mediterraneo e in ambiente si può svolgere un numero maggiore di generazioni fino ad un ciclo continuo negli ambienti più favorevoli.

## Comportamento
Gli Antocoridi sono insetti predatori che si nutrono svuotando il contenuto della loro vittima con l'apparato boccale pungente-succhiante, dopo averle paralizzate con la loro saliva. Come i Reduvidi possono occasionalmente aggredire anche l'uomo, praticando punture dolorose, da cui deriva il nome comune attribuito dagli anglosassoni a questa famiglia, minute pirate bugs; l'aggettivo minute li distingue dai Reduvidi, di dimensioni nettamente maggiori e comunemente chiamati pirate bugs.
A prescindere dalle occasionali aggressioni nei confronti dell'uomo, gli Antocoridi sono insetti di grande utilità e sono, fra i Rincoti, predatori particolarmente attivi nei frutteti e nei vigneti condotti con tecniche di difesa fitosanitaria a basso impatto ambientale (lotta biologica e lotta integrata). Manifestano una sostanziale polifagia ma, a differenza dei Reduvidi, la loro attività predatoria si riversa quasi completamente su organismi dannosi alle coltivazioni, pertanto sono da considerarsi insetti ausiliari a tutti gli effetti.
Le prede attaccate dagli Antocoridi sono le uova e i piccoli Artropodi, prevalentemente forme di piccole dimensioni e poco mobili. In particolare sono attivi nei confronti di Acari, Tisanotteri (Tripidi), Rincoti Omotteri (Psille, Aleurodidi e Afidi) e Lepidotteri (uova e larve di microlepidotteri). Le specie più comuni e più attive fanno capo ai generi Anthocoris e Orius; agli stessi generi appartengono anche alcune specie allevate in biofabbrica e commercializzate come bioinsetticidi (Orius insidiosus, Orius laevigatus, Anthocoris nemoralis).

## Impieghi
L'impiego specifico si ha soprattutto in ambiente protetto (serra), in particolare contro i Tripidi e gli Aleurodidi, e sulle orticole a ciclo estivo. Tuttavia l'utilità maggiore si manifesta, anche se in modo non palese, nei frutteti e nel vigneto in quanto attivissimi contro gli Acari e le Psille. È accertato che, nei pereti difesi secondo i criteri della lotta integrata, gli Antocoridi sono in grado di controllare le popolazioni di Psilla del pero mantenendone il livello sotto la soglia di danno senza richiedere trattamenti fitoiatrici specifici.

## Sistematica
La famiglia degli Antocoridi comprende circa 80 generi con oltre 500 specie; si suddivide in tre Sottofamiglie, di cui la più rappresentativa e importante, per numero di specie e per scopi economici, è quella delle Anthocorinae. Fra le classificazioni proposte nelle fonti bibliografiche si riporta quella conforme agli schemi di Integrated Taxonomy Information System, BioLib, Fauna Europaea:
Famiglia Anthocoridae
- Sottofamiglia Anthocorinae
Tribù Anthocorini
Tribù Oriini
- Sottofamiglia Lasiochilinae
Tribù Lasiochilini
- Sottofamiglia Lyctocorinae
Tribù Dufouriellini
Tribù Lyctocorini
Tribù Scolopini
Tribù Xylocorini